# Fanes
Fanes är en ort i Grekland.   Den ligger i prefekturen Nomós Dodekanísou och regionen Sydegeiska öarna, i den sydöstra delen av landet, 400 km öster om huvudstaden Aten. Fanes ligger 34 meter över havet och antalet invånare är 868.
Terrängen runt Fanes är kuperad söderut, men åt nordost är den platt. Havet är nära Fanes åt nordväst. Runt Fanes är det ganska tätbefolkat, med 124 invånare per kvadratkilometer. Närmaste större samhälle är Kremastí, 13,9 km nordost om Fanes. 